# Pseudechinus marionis
Pseudechinus marionis is een zee-egel uit de familie Temnopleuridae.
De wetenschappelijke naam van de soort werd in 1936 gepubliceerd door Theodor Mortensen.